# Nguyễn Văn Hiệu

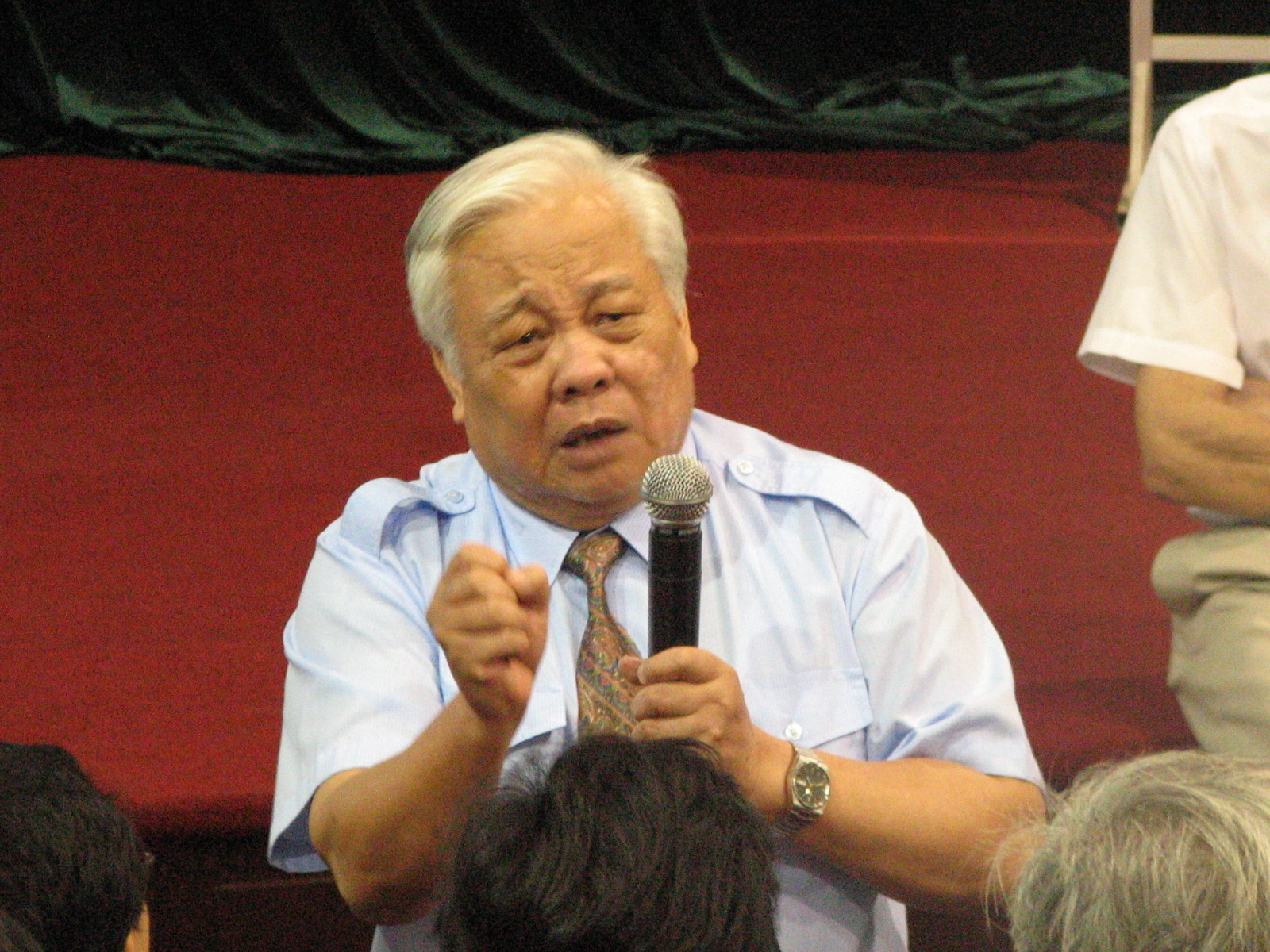
Nguyễn Văn Hiệu (2006)

Nguyễn Văn Hiệu (russisch Нгуен Ван Хьеу; * 21. Juli 1938 in Hanoi; † 23. Januar 2022) war ein vietnamesischer Physiker, Kernphysiker und Hochschullehrer.

## Leben
Als Ältester von zehn Kindern studierte Nguyễn Physik an der Pädagogischen Hochschule Hanoi von 1954 bis zu seinem Abschluss 1956. Darauf lehrte er dort Physik. Er arbeitete sich in die Theoretische Physik und speziell in die Elementarteilchenphysik ein.
1960 wurde Nguyễn zur weiteren Ausbildung in die Sowjetunion geschickt und arbeitete im Vereinigten Institut für Kernforschung (OIJI) in Dubna im Laboratorium für Theoretische Physik bei N. N. Bogoljubow. Mit seiner Dissertation zur Neutrino-Physik wurde er zum Kandidaten der physikalisch-mathematischen Wissenschaften promoviert. 1964 wurde er mit seiner Dissertation Asymptotische Abhängigkeiten der Streuamplituden der relativistischen lokalen Quantenfeldtheorie zum Doktor der physikalisch-mathematischen Wissenschaften promoviert. Anschließend begann er eine Symmetrietheorie der Elementarteilchen zu entwickeln. 1966 wurde er Gruppenleiter und 1968 Professor an der Lomonossow-Universität Moskau.
1970 kehrte Nguyễn nach Vietnam zurück und wurde Direktor des Instituts für Physik sowie Stellvertretender Vorsitzender des Nationalen Forschungszentrums. Dabei setzte er die Kooperation mit dem OIJI fort. 1982 wurde er Abteilungsleiter im dortigen Laboratorium für theoretische Physik und auswärtiges Mitglied der Akademie der Wissenschaften der UdSSR. Dazu war er der Vertreter der vietnamesischen Regierung im Wissenschaftlichen Rat des OIJI. 1975–2006 bekleidete er leitende Positionen in verschiedenen Forschungs- und Bildungseinrichtungen und -Organisationen. Ab 2005 leitete er das Asien-Pazifik-Zentrum für Theoretische Physik.
Forschungsschwerpunkte Nguyễns waren die Struktur des Vektorstroms in der Schwachen Wechselwirkung, die Theorie der unitären Symmetrien der Elementarteilchen und die Kramers-Kronig-Beziehungen. Auch arbeitete er an der Theorie der Supraleitung und untersuchte die Paarbildung der Elektronen in Supraleitern.

## Ehrungen
- Leninpreis (1986 zusammen mit Sergei Denissow, Mirian Mestwirischwili und Juri Prokoschkin)[5]
- Hồ-Chí-Minh-Orden I. Klasse (1996, jetzt vietnamesischer Unabhängigkeitsorden)
- russischer Orden der Freundschaft